# 鋸齒鈍頭鮠
鋸齒鈍頭鮠，為輻鰭魚綱鯰形目鈍頭鮠科的其中一種，為熱帶淡水魚類，分布於亞洲柬埔寨及寮國湄公河流域，體長可達4.5公分，棲息在礫石底質急流底層水域，生活習性不明。

## 扩展阅读
維基物種上的相關：鋸齒鈍頭鮠